# Dysommina proboscideus
Dysommina proboscideus är en fiskart som först beskrevs av Lea, 1913.  Dysommina proboscideus ingår i släktet Dysommina och familjen Synaphobranchidae. Inga underarter finns listade i Catalogue of Life.